# Khiyarat Dannun
Khiyarat Dannun (tiếng Ả Rập: خيارة دنون, Cũng đánh vần Khiara) là một ngôi làng trong Rif Dimashq ở miền nam Syria về phía nam Damascus. Các địa phương gần đó bao gồm Khan Dannun ở phía tây, al-Kiswah ở phía bắc và Deir Ali ở phía đông nam. Khiyarat Dannun có dân số 3.645 vào năm 2004.